# Yann Dedet
Yann Dedet (Parigi, 25 gennaio 1946) è un montatore francese, noto soprattutto per aver montato i film di François Truffaut da Le due inglesi (1971) a Gli anni in tasca (1976) e quelli di Maurice Pialat da Loulou (1980) a Van Gogh (1991).

## Biografia
È il maggiore dei cinque figli di un'antiquaria e di Pierre Dedet (1922–2000), attivo nella Resistenza francese e proprietario tra anni '50 e '60 della libreria Le Divan in cours Mirabeau ad Aix-en-Provence e poi dagli anni '80 fino alla sua morte della K Livres di rue Cardinale 8 nel quartiere Mazzarino, nonché occasionale editore, avendo pubblicato tramite le Éditions K, fondate assieme ad Alain Gheerbrandt, l'ultima opera di Antonin Artaud, Van Gogh il suicidato della società. Dedet comincia col girare cortometraggi da ragazzo, grazie a una cinepresa Bolex Paillard 8 millimetri regalatagli per il suo undicesimo compleanno.
Dopo aver fallito l'ammissione all'École technique de photographie et de cinéma di Parigi, scopre il montaggio durante un tirocinio presso il laboratorio di sviluppo L.T.C. di Saint-Cloud all'età di 19 anni. È poi apprendista di Claudine Bouché al montaggio de La sposa in nero (1968) di François Truffaut, continuando come apprendista di Agnès Guillemot nei film successivi del regista. Ha montato il suo primo film nel 1971 (Le due inglesi), che Truffaut col senno di poi trovava troppo lungo. Di quest'ultimo, per il quale avrebbe montato anche Effetto notte (1973) e  Adele H. - Una storia d'amore (1975), Dedet ha dichiarato che «detestava i match cut [...] Un gesto dovrebbe essere completo e non interrotto da uno stacco o da un cambio d'angolazione. È il ritmo che deve dettare il momento», definendolo il suo mentore cinematografico ed il loro periodo assieme come la sua scuola di cinema.
Dopo essere stato scelto da altri registi (con la parziale eccezione di Dušan Makavejev) in qualità di "montatore di Truffaut", Dedet troverà un nuovo sodalizio altrettanto duraturo con Maurice Pialat, a partire da Loulou (1980), passando per Ai nostri amori (1983) e Sotto il sole di Satana (1987). Nel corso della sua carriera ha collaborato anche con registi come Philippe Garrel, Claire Denis, Cédric Kahn e Manuel Poirier.

### Vita privata
È stato sposato con la regista Brigitte Roüan, da cui ha avuto un figlio, Félix Dedet-Roüan. Ha poi sposato la montatrice Stéphanie Granel, sua assistente in vari film e la figlia del filosofo Gérard Granel, con la quale ha avuto un figlio, l'artista contemporaneo Jules Dedet-Granel, noto come L'Atlas.

## Filmografia parziale
- Le due inglesi (Les Deux Anglaises et le Continent), regia di François Truffaut (1971)
- Mica scema la ragazza! (Une belle fille comme moi), regia di François Truffaut (1972)
- Effetto notte (La Nuit américaine), regia di François Truffaut (1973)
- Se gli altri sparano... io che c'entro!? (Je sais rien, mais je dirai tout), regia di Pierre Richard (1974)
- Sweet Movie - Dolce film (Sweet Movie), regia di Dušan Makavejev (1974)
- Adele H. - Una storia d'amore (L'Histoire d'Adèle H.), regia di François Truffaut (1975)
- Gli anni in tasca (L'Argent de poche), regia di François Truffaut (1976)
- Passe Montagne, regia di Jean-François Stévenin (1978)
- Loulou, regia di Maurice Pialat (1980)
- L'Amour trop fort, regia di Daniel Duval (1981)
- Neige, regia di Juliet Berto e Jean-Henri Roger (1981)
- Ai nostri amori (À nos amours), regia di Maurice Pialat (1983)
- Police, regia di Maurice Pialat (1985)
- Double Messieurs, regia di Jean-François Stévenin (1986)
- Sotto il sole di Satana (Sous le soleil de Satan), regia di Maurice Pialat (1987)
- Vergine taglia 36 (36 Fillette), regia di Catherine Breillat (1988)
- Outremer, regia di Brigitte Roüan (1990)
- Non sento più la chitarra (J'entends plus la guitare), regia di Philippe Garrel (1991)
- Van Gogh, regia di Maurice Pialat (1991)
- Moi Ivan, toi Abraham, regia di Yolande Zauberman (1993)
- La nascita dell'amore (La Naissance de l'amour), regia di Philippe Garrel (1993)
- Trop de bonheur, regia di Cédric Kahn (1994)
- Le Fils préféré - Ospiti pericolosi (Le Fils préféré), regia di Nicole Garcia (1994)
- En avoir (ou pas), regia di Laetitia Masson (1995)
- Le Cœur fantôme, regia di Philippe Garrel (1996)
- Nénette e Boni (Nénette et Boni), regia di Claire Denis (1996)
- Western - Alla ricerca della donna ideale (Western), regia di Manuel Poirier (1997)
- La noia (L'Ennui), regia di Cédric Kahn (1998)
- La Vie moderne, regia di Laurence Ferreira Barbosa (2000)
- Quasi niente (Presque rien), regia di Sébastien Lifshitz (2000)
- Te quiero, regia di Manuel Poirier (2001)
- Roberto Succo, regia di Cédric Kahn (2001)
- Luci nella notte (Feux rouges), regia di Cédric Kahn (2004)
- Terra promessa (הארץ המובטחת), regia di Amos Gitai (2004)
- Free Zone, regia di Amos Gitai (2005)
- Lady Chatterley, regia di Pascale Ferran (2006)
- La Frontière de l'aube, regia di Philippe Garrel (2008)
- L'Autre, regia di Patrick-Mario Bernard e Pierre Trividic (2008)
- Le Roi de l'évasion, regia di Alain Guiraudie (2009)
- Polisse, regia di Maïwenn (2011)
- Un été brûlant, regia di Philippe Garrel (2011)
- La gelosia (La Jalousie), regia di Philippe Garrel (2013)
- Dopo l'amore (L'Économie du couple), regia di Joachim Lafosse (2016)
- I Am Not a Witch, regia di Rungano Nyoni (2017)
- Continuer, regia di Joachim Lafosse (2018)
- Il grande carro (Le Grand Chariot), regia di Philippe Garrel (2023)
- Il caso Goldman (Le Procès Goldman), regia di Cédric Kahn (2023)
- Making of, regia di Cédric Kahn (2023)

## Premi e riconoscimenti
- Premio César
  - 1986 – Candidatura al miglior montaggio per Police
  - 1988 – Candidatura al miglior montaggio per Sotto il sole di Satana
  - 2012 – Miglior montaggio per Polisse
  - 2024 – Candidatura al miglior montaggio per Il caso Goldman